# Московский Кремль (яйцо Фаберже)
«Моско́вский Кремль» («Успенский собор») — это ювелирное яйцо, одно из пятидесяти двух императорских пасхальных яиц, изготовленных фирмой Карла Фаберже для русской императорской семьи. Яйцо было создано по заказу Николая II, который подарил его своей жене Александре Фёдоровне на Пасху 1906 года. В настоящий момент оно хранится в Оружейной палате Кремля. Это одно из немногих яиц, которые никогда не покидали Россию.

## Дизайн
Яйцо «Московский Кремль» является самым большим из яиц Фаберже. На нём изображён Успенский собор, в котором венчались все цари России, в том числе и Николай II. Декор яйца состоит из покрытой белой прозрачной эмалью нижней части, увенчанной полированным золотым куполом. Через окна, прорезанные в яйце, можно увидеть интерьер Успенского собора московского Кремля. Подставка из красного золота представляет собой дважды воспроизведённые Спасскую и Водовзводную башни Кремля. Башни украшены изображениями герба Российской империи и герба Москвы.

## Сюрприз
Внутри ювелирного пасхального яйца-часов вмонтированы заводные часы. Кроме того, яйцо «Московский Кремль» оборудовано золотой музыкальной шкатулкой, которая заводится ключом и потом наигрывает херувимские мелодии. Одной из мелодий является Херувимская песнь, которая очень нравилась Николаю II.                                                                                                                                                                                                                         

## История
Это яйцо было сделано в память о возвращении в Москву императорской четы Николая II и Александры Фёдоровны в 1903 году. Они не очень любили бывать в Москве после событий на Ходынском поле, когда во время коронации Николая случилась давка и многие люди погибли. Планировалось, что яйцо будет представлено в 1904 году, но из-за Русско-японской войны (1904—1905) яйцо было подарено на Пасху только в 1906 году. Яйцо хранилось в сиреневой гостиной Александры Фёдоровны в Александровском дворце.